# 凱利冰川
64°20′S 60°58′W / 64.333°S 60.967°W
凱利冰川是南極洲的冰川，位於葛拉漢地西岸，該冰川由英國探險隊拍攝照片並繪入地圖，以有「航空工業之父」綽號的英國工程師命名。